# Лисий Ігор Васильович
Ігор Васильович Лисий (нар. 15 травня 1968) — український підприємець, управлінець, керівник Державного управління справами.

## Життєпис
Народився 15 травня 1968 р. в с. Дружбі (нині Трибухівці) Бучацького району Тернопільської обл.
Закінчив Київський технологічний інститут харчової промисловості, факультет «Технологія м'яса і молочних виробів», по спеціальністі «інженер-технолог».
Був директором заводу продтоварів у Кам'янці-Подільському, першим заступником міського голови Кам'янця-Подільського, головою правління Кримської фруктової компанії (АР Крим).
З 31 січня 2014 року був директором дитячого табору «Артек» (Ялта).
1998 року балотувався до Верховної ради 3-го скликання, 2010-го року балотувався до Львівської міськради від «Фронту змін», але обидва рази не пройшов.
Помічник народного депутата 7-го скликання Андрія Пишного від партії «Батьківщина».
З 16 січня 2020 — заступник керівника, а з 18 червня — т.в.о керівника Державного управління справами з випробування строком на три місяці; замінив на цій посаді Сергія Борзова, який став головою Вінницької ОДА.
Того ж дня заступником керівника ДУС призначено Марію Грабовську з тим самим випробувальним терміном.
14 грудня 2020 року призначений Керівником Державного управління справами.

## Сім'я
- Син — Лисий Святослав Ігорович
- Дружина — Лиса Тетяна Зорянівна[8]

#### декларація
- Офіційна декларація [Архівовано 22 червня 2020 у Wayback Machine.]